# Avra (Vorname)
Avra (griechisch Αύρα) ist ein weiblicher Vorname.

## Herkunft und Bedeutung
Avra ist die moderne griechische Form des altgriechischen Namens Aura.

## Bekannte Namensträgerinnen
- Avra Theodoropoulou (1880–1963), griechische Frauenrechtlerin, Musikkritikerin und Schriftstellerin
- Avra (Sängerin), griechisch-australische alternative Popsängerin, Texterin und Schauspielerin